# الطاقة في الإمارات

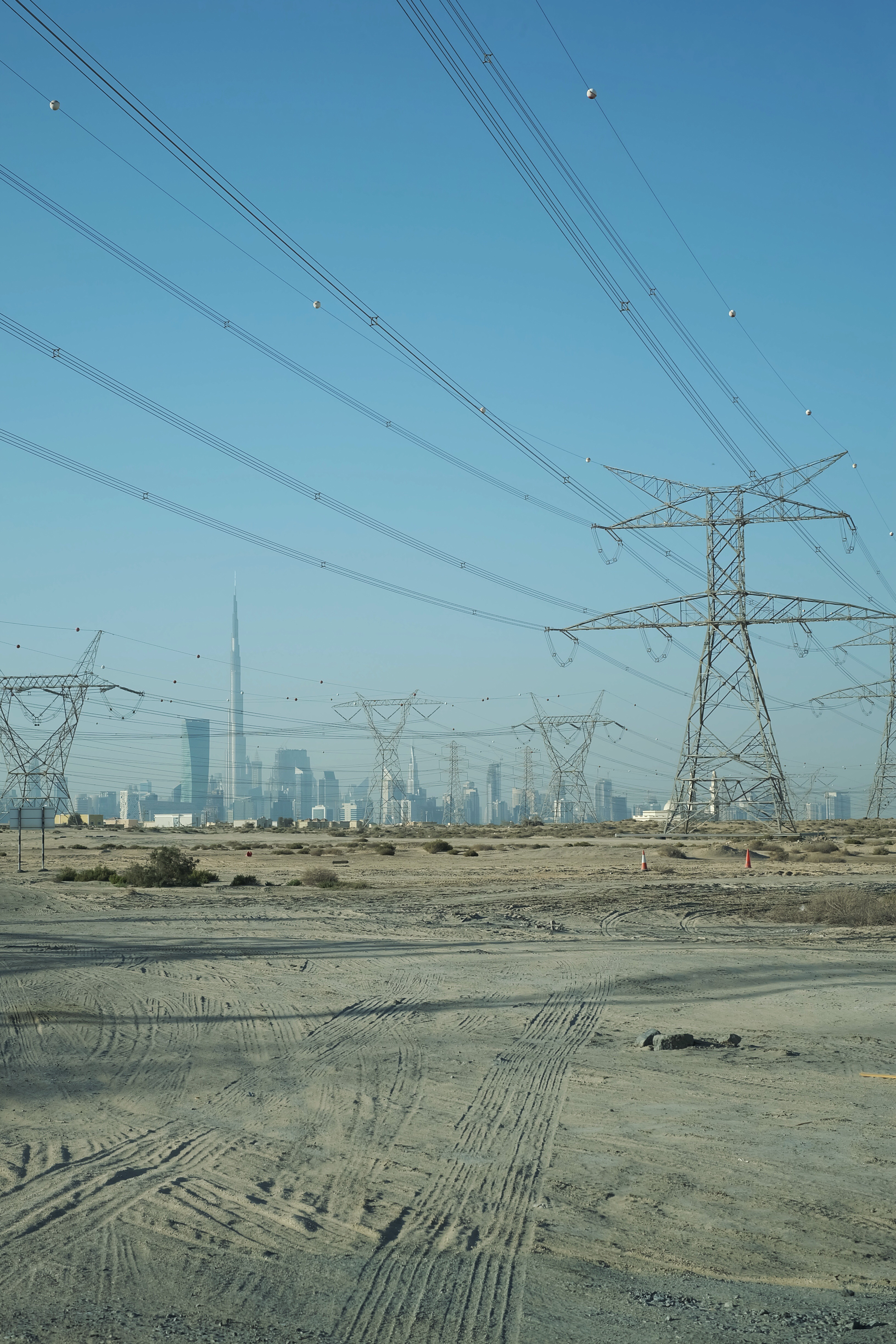
أبراج كهرباء في دبي

الطاقة في دولة الإمارات العربية المتحدة تصف إنتاج الطاقة والكهرباء واستهلاكها واستيرادها في دولة الإمارات العربية المتحدة. تمتلك دولة الإمارات العربية المتحدة 7% من احتياطي النفط العالمي المؤكد، أي حوالي 100 مليار برميل. بلغ معدل استخدام الطاقة الأولية في دولة الإمارات العربية المتحدة في عام 2009 693 تيراواط/ساعة و 151 تيراواط/ساعة لكل مليون شخص.
تنتقل دولة الإمارات العربية المتحدة حاليًا من نظام توليد الكهرباء بنسبة 100% تقريبًا بواسطة محطات توليد الطاقة بالغاز (2010) إلى 100% بالطاقة الشمسية ومصادر الطاقة المتجددة الأخرى والطاقة النووية من أجل تقليل انبعاثات الكربون بشكل كبير. كما تعمل على تطوير البنية التحتية لشحن السيارات الكهربائية.

## الطاقة في الإمارات
يعد استهلاك الكهرباء في الإمارات من الأعلى عالمياً. لذا اتجهت دولة الإمارات إلى توفير بدائل للطاقة لسد احتياجات التطور الاقتصادي والسكاني الكبير. ولذلك تم إنشاء الهيئة الاتحادية للكهرباء والماء في عام 1999 لتحقيق عدة أهداف أهمها تلبية احتياجات الإمارات الشمالية من الطاقة الكهربائية والمياه المحلاة عبر تحقيق التوازن المطلوب بين تكلفة الإنتاج وأسعار البيع.

## الطاقة النووية
تم إنشاء مؤسسة الإمارات للطاقة النووية في شهر ديسمبر من عام 2009، وهي الجهة المسؤولة عن تطوير محطات الطاقة النووية في دولة الإمارات العربية المتحدة وإدارتها وتشغيلها. تعمل المؤسسة على تطوير أولى محطات الطاقة النووية في الدولة في موقع براكة في المنطقة الغربية لإمارة أبوظبي، وسيضم الموقع بحلول عام 2020 أربعة من مفاعلات الطاقة النووية المتقدمة 1400. ومن المتوقع أن تبدأ المحطة الأولى عملياتها التجارية عام 2017، مع تشغيل محطة إضافية بعدها في كل عام حتى حلول عام 2020، وذلك حسب الموافقات الرقابية والتنظيمية فتبنت دولة الإمارات برنامجها النووي لإنتاج الكهرباء. حيث يتم حالياً بناء أربعة مفاعلات في محطة الطاقة النووية «براكة» الواقعة في المنطقة الغربية من إمارة أبو ظبي. وعند الانتهاء من تنفيذ هذا البرنامج، سيتم إضافة طاقة إنتاجية تصل إلى 5600 ميغاواط، وتزود إلى الشبكة الوطنية بحلول عام 2020. كما أن الدولة تقوم ب تطوير برنامج السلمي للطاقة النووية لتوليد الكهرباء حيث قامت بتوقيع اتفاقيات مع كل من فرنسا، الولايات المتحدة الأمريكية، كوريا الجنوبية والمملكة المتحدة.
وفي 2024 أعلنت  الإمارات عن بدء التشغيل التجاري للمحطة الرابعة ضمن محطات براكة للطاقة النووية، حيث تعمل  المحطات الأربع بشكل كامل معاً وتنتج محطات براكة الأربع الآن 40 تيراواط في الساعة من الكهرباء سنوياً، وما يصل إلى 25% من احتياجات دولة الإمارات من الكهرباء من دون انبعاثات كربونية.

## الطاقة الشمسية
حلت الإمارات في المركز الثالث عالميا في إنتاج الطاقة الشمسية المركزة في العام 2013. وفي العام 2014، أنتجت الدولة حوالي 140 ميغاواط من الطاقة الشمسية. وتقوم دولة الإمارات باستغلال تطبيقات الطاقة الشمسية في عدة مشاريع حيث دخل بعضها في مرحلة التشغيل الفعلي.
وتعد الإمارات من البلدان الأكثر اهتماما بالطاقة الشمسية وقامت الإمارات ببناء عدة محطات للطاقة الشمسية ومن أهم المحطات:

### شمس 1
افتتح في أبوظبي عام 2013 محطة شمس 1 للطاقة الشمسية التي تعد أكبر محطة للطاقة الشمسية المركزة في العالم وبلغت كلفتها 600 مليون دولار. وقام بافتتاح المشروع رئيس دولة الإمارات الشيخ خليفة بن زايد آل نهيان في احتفالية حضرها نائب رئيس الدولة رئيس الوزراء وحاكم دبي الشيخ محمد بن راشد آل مكتوم، كما حضرها عدد من كبار المسؤولين في الدولة. ومن المتوقع أن يؤمن المشروع تغذية كهربائية لعشرين ألف منزل.
وقال سلطان الجابر رئيس شركة «مصدر» التي تشرف على مشاريع إمارة أبوظبي للطاقة المتجددة إن القدرة الإنتاجية لمحطة «شمس 1» تبلغ 100 ميغاوات وهي بالتالي «أكبر محطة للطاقة الشمسية المركزة قيد الخدمة في العالم».

### محطة الظفرة
تم افتتاح محطة الظفرة للطاقة الشمسية الكهروضوئية في تشرين الثاني عام 2023، والتي تعتبر المحطة الأكبر عالميا لتوليد الكهرباء من طاقة الشمس ضمن موقع واحد، وتبلغ طاقتها الانتاجية 2 غيغاواط عن طريق 4 مليون لوح شمسي ثنائي الوجه، مما يحقق التخلص من انبعاث 2.4 مليون طن من ثاني أكسيد الكربون سنوياً

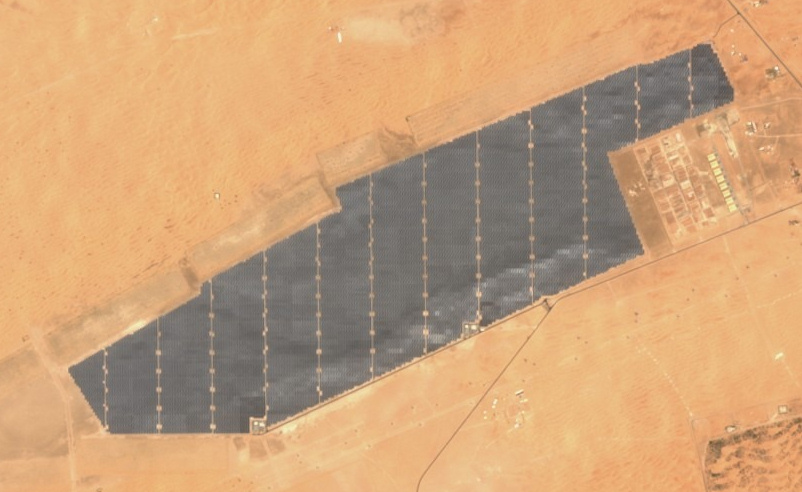
محطة نور أبوظبي للطاقة الشمسية

### محطة نور أبوظبي للطاقة الشمسية
تُعتبر “نور أبوظبي” من أكبر المحطات المستقلة لإنتاج الطاقة الشمسية على مستوى العالم. وتقع المحطة في منطقة سويحان بإمارة أبوظبي، وتبلغ سعتها الإنتاجية 1.2 غيغا واط، وتتضمن أكثر من 3.3 مليون لوح شمسي وقد بدأت “نور أبوظبي” تشغيل عملياتها التجارية في  2019 .

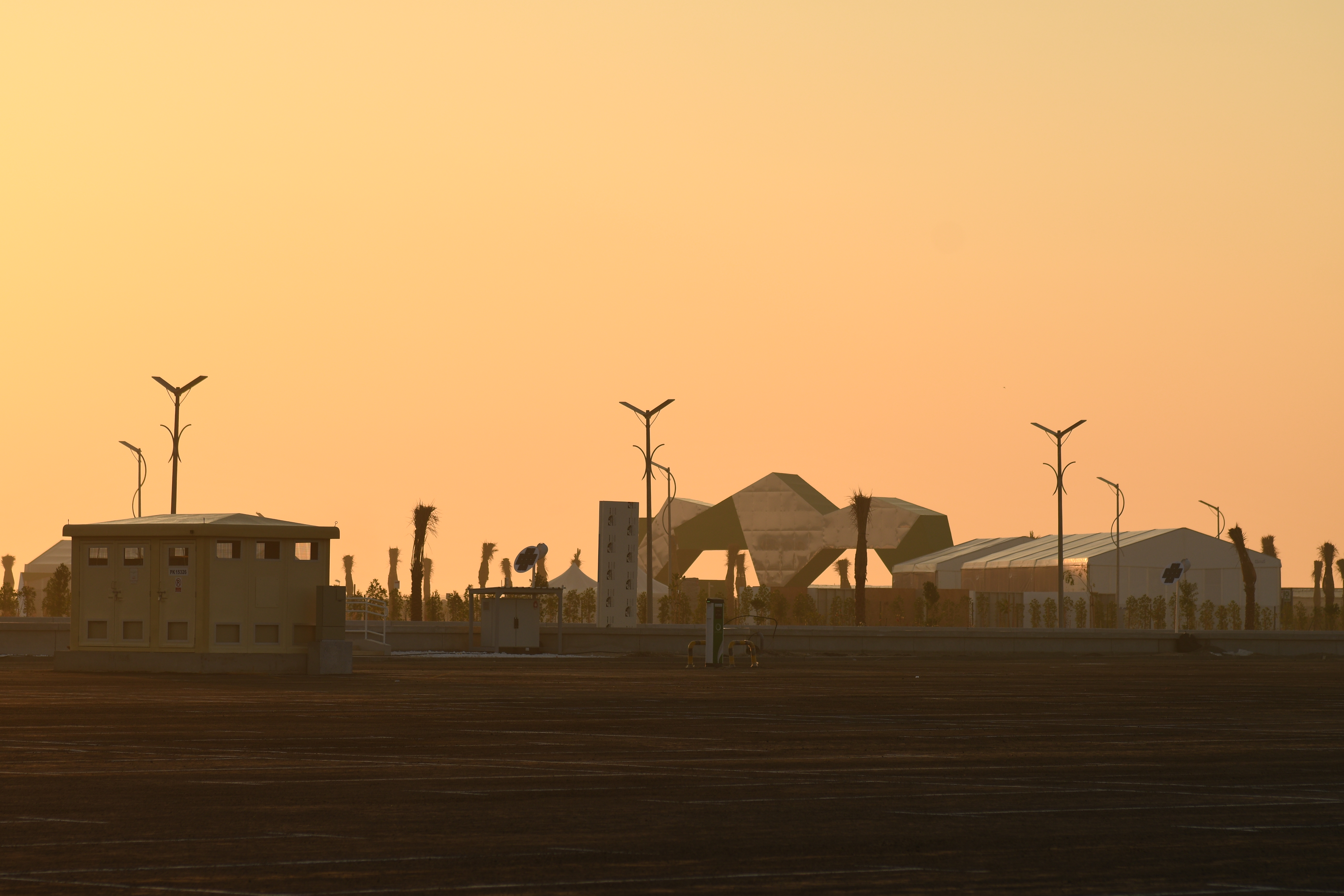
مجمع محمد بن راشد آل مكتوم للطاقة الشمسية

### الطاقة الشمسية في دبي
أطلق الشيخ محمد بن راشد آل مكتوم نائب رئيس الدولة رئيس مجلس الوزراء حاكم دبي «رعاه الله» أكبر مشروع عالمي للطاقة الشمسية في موقع واحد بدبي بتكلفة 14 مليار درهم وقدرة 700 ميجاوات.
يشمل المشروع أعلى برج شمسي بالعالم يصل ارتفاعه لـ 260 مترا ويأتي ضمن خطة للوصول لنسبة 75٪من طاقة دبي من مصادر نظيفة بحلول 2050 .
وتتضمن الخطة أيضا رصد 500 مليون للبحث والتطوير خلال الفترة القادمة في مجال الشبكات الذكية وتحسين كفاءة استخدام الطاقة.

### مجمع محمد بن راشد آل مكتوم للطاقة الشمسية
يعد مجمّع محمد بن راشد آل مكتوم للطاقة الشمسية أكبر مجمع للطاقة الشمسية في موقع واحد على مستوى العالم، وفق نظام المنتج المستقل. وستبلغ قدرته الإنتاجية 5000 ميجاوات بحلول عام 2030، 

### أكبر وأول مشروع من نوعه على مستوى العالم يجمع بين الطاقة الشمسية وبطاريات تخزين الطاقة في أبوظبي
أطلقت شركتا أبوظبي لطاقة المستقبل «مصدر» و«مياه وكهرباء الإمارات»، أكبر وأول مشروع من نوعه على مستوى العالم يجمع بين الطاقة الشمسية وبطاريات تخزين الطاقة في أبوظبي.في يناير 2025 ويوفر المشروع الطاقة المتجددة على مدار الساعة ، ويسهم في توفير نحو «واحد غيغاواط يومياً» من الحِمل الأساسي من الطاقة المتجددة، ليشكل أكبر محطة للطاقة الشمسية مزودة بنظم بطاريات لتخزين الطاقة على مستوى العالم.

### المشروعات المستقبلية
من أهم المشروعات المستقبلية:
«مشروع خزنة للطاقة الشمسية» بقدرة 1500 ميغاواط، 
«مشروع العجبان للطاقة الشمسية» بقدرة 1500 ميغاواط، 
«مشروع الفاية للطاقة الشمسية»، 
«مشروع الزراف للطاقة الشمسية».

## الوكالة الدولية للطاقة المتجددة
شهدت الجلسة الأولى التي عُقدت في أبوظبي قرارات بالغة الأهمية. ابتداءً من الإعلان رسمياً عن اتخاذ الإمارات مقراً دائماً للوكالة الدولية للطاقة المتجددة (أيرينا). وبموجب هذا التصريح تصبح الوكالة أول منظمة دولية تتخذ من دولة عربية مقراً لها الأمر الذي يعزز من ثقة المجتمع الدولي بمكانة ودور الإمارات.
ويمثِّل إنشاء الوكالة الدولية للطاقة المتجددة بداية عهد جديد من التعاون الدولي لمواجهة المشكلات الخطيرة التي من بينها التغير المناخي وظاهرة ارتفاع درجة حرارة الأرض وأمن الطاقة، كما أن هذه المبادرة تدل على زيادة الوعي بين الحكومات بضرورة تعزيز المشاركة وتضافر الجهود بين كافة الدول لمواجهة التحديات المتعلقة بالطاقة والتنمية والمناخ.

## النفط
تعتبر الإمارات رابع أكبر دولة منتجة للنفط في العالم بإنتاجية قدرها 2.5 مليون برميل في اليوم.
تمتلك أبوظبي من الاحتياطي النفطي نحو 98.2 مليار برميل، فيما تخطط الإمارة لزيادة معدل إنتاجها النفطي بحلول عام 2018 ليصل إلى أكثر من 3.5 ملايين برميل يومياً، ويقدر استهلاك الدولة من النفط زهاء 509 آلاف برميل يوميًا، فيما تستهلك 56 مليار متر مكعب من الغاز تقريباً. وقد وضعت الدولة إستراتيجية تهدف إلى تقليل الاعتماد على النفط في ناتجها المحلي الذي يُتوقع أن يصل إلى 1 .119 مليار دولار.
وتم اكتشاف النفط في دبي في المنطقة البحرية عام 1966م في حقل الفاتح الذي يقع على بعد 60 ميلاً من شواطئ الإمارة؛ لتبدأ دبي في العام نفسه عمليات التصدير من هذا الحقل، وبعد عام تقريباً أسفرت عمليات التنقيب عن اكتشاف بئر جديدة من النفط تقع جنوب غرب حقل الفاتح، وقد بدأت عمليات الإنتاج من البئر الجديدة عام 1972م، فيما تم اكتشاف حقل فلاح عام 1972م، وبدأت عمليات الإنتاج فيه. وفي عام 1973م تم اكتشاف بئر نفط جديدة في إمارة دبي أطلق عليها اسم الجليلة.

### معرض ومؤتمر أبوظبي الدولي للبترول «أديبك»
معرض ومؤتمر أبوظبي الدولي للبترول «أديبك» هو معرض سنوي يعقد في مركز أدنيك أبوظبي. و يحضر الحدث أبرز الخبراء والمبتكرين وأصحاب الرؤى من مختلف مجالات الطاقة والذكاء الاصطناعي وغيرها من التقنيات للتحدُّث في المؤتمر العالمي والعمل على صياغة مستقبل طاقة أكثر استدامة وشمولية.

## طاقة الرياح[21]
دشنت دولة الإمارات في أكتوبر 2023 برنامجا لطاقة الرياح، بهدف تطوير محطات رياح لتوليد الكهرباء بقدرة إنتاجية تبلغ 103.5 ميغاوات
والمشروع الذي كُلفت بتطويره شركة "مصدر"، يستخدم أحدث التقنيات التي تتناسب مع سرعة الرياح المنخفضة، ويسهم في إضافة إمدادات مشاريع طاقة الرياح بتكلفة مناسبة إلى شبكة الكهرباء المحلية، ما يُعزِّز مزيج الطاقة في البلاد ويدعم جهود انتقال وتحول الطاقة. تقع محطات طاقة الرياح في جزيرة صير بني ياس وجزيرة دلما والسلع في أبو ظبي.
ويوفر برنامج الإمارات لطاقة الرياح الكهرباء لأكثر من 23 ألف منزل، ويسهم في تفادي انبعاث 120 ألف طن من غاز ثاني أكسيد الكربون، أي ما يعادل إزاحة 26 ألف سيارة من الطرقات سنوياً،وذلك عن طريق 22 توربيناً لإنتاج الطاقة من الرياح، بإرتفاع 95 متر، ويصل طول شفراتها إلى 155 متر. ويتماشى مشروع الرياح مع جهود الإمارات للوصول إلى صفر انبعاثات بحلول عام 2050.

## جائزة الإمارات للطاقة
انطلقت “جائزة الإمارات للطاقة” عام 2012  أمام المؤسسات والأفراد.  تحت رعاية من الشيخ محمد بن راشد آل مكتوم، مرة كل عامين كجائزة إقليمية وتهدف الجائزة إلي تسليط الضوء على أفضل الممارسات في كفاءة الطاقة، والطاقة البديلة، والاستدامة، وحماية البيئة.ويشرف “المجلس الأعلى للطاقة” على إدارتها 

## اللائحة الاتحادية لإدارة الطاقة في المنشآت الصناعية
اللائحة الاتحادية لإدارة الطاقة في المنشآت الصناعية،  تعد الأولى من نوعها في القطاع الصناعي وتتعلق  بالاستدامة وخفض الطلب على الطاقة في المنشآت الصناعية في الدولة، بما يضمن تنفيذ معايير الاستدامة وكفاءة استهلاك الطاقة في مصانع الدولة  لتحقيق خفض في إجمالي الطلب على الطاقة بنسبة 33% وخفض الكربون في القطاع الصناعي بما يحقق مستهدفات خارطة الطريق لخفض الكربون بالقطاع الصناعي بنسب تصل إلى 93% بحلول 2050."

## مبادرات ترشيد الطاقة
من أبرز المبادرات الخاصة بترشيد استهلاك الطاقة في دولة الإمارات مايلي:
- إدارة الترشيد وكفاءة الاستخدام التي أسستها وزارة الطاقة والبنية التحتية بهدف تعزيز فعالية استخدام الطاقة وتوفير قاعدة بيانات خاصة بإستهلاك الطاقة في مختلف القطاعات في دولة الإمارات.
- الحملة الوطنية للترشيد بعنوان رشد لتدوم والتي تهدف لتقليل استهلاك الطاقة والمياه في مختلف القطاعات عن طريق مجموعة من الأدوات المبتكرة، وتستهدف هذه الحملة كلّ من الأُسر والطلاب والعمال والموظفين والسياح.
- إطلاق عدة أنظمة خاصة بتعزيز كفاءة استخدامات الطاقة والمياه التي من بينها النظام الإماراتي لمنتجات الإضاءة والرقابة عليها والذي يمنع تداول أو استيراد منتجات الإضاءة ذات الجودة المنخفضة .
- برنامج نجم طاقة الإمارات وهي مبادرة صديقة للبيئة تهدف إلى تقليل معدل استهلاك الطاقة من قبل المباني القائمة في دولة الإمارات بالإضافة إلى خفض انبعاثات الكربون، ويوظف البرنامج تقنية الاتصال فيما بين الأجهزة M2M لمساعدة المشتركين على التقليل من استخدام الطاقة ويمكن للبرنامج خفض استهلاك الطاقة في المباني بنسبة تتراوح بين 10 - 35%.